# Les Attributs des arts, Les Attributs de la musique et Les Attributs des sciences
Les Attributs des arts, Les Attributs de la musique et  Les Attributs des sciences sont trois tableaux de Jean Siméon Chardin, peints en 1765. Les deux premiers sont exposés au Musée du Louvre.

## Origine des tableaux
Les trois  tableaux sont une commande de 1764 du marquis de Marigny, (frère cadet de Madame de Pompadour), qui dirigeait alors l'administration des Arts. Il s'agissait d'une commande globale de trois dessus-de-porte destinés au chateau royal de Choisy. Sur les  trois tableaux de la commande du marquis de Marigny, Les Attributs des arts et Les Attributs de la musique sont aujourd'hui au musée du Louvre et Les Attributs des Sciences a disparu. Les tableaux ont été présentés au Salon de 1765.
Ils ne doivent pas être confondus avec les tableaux Les Attributs de la musique civile et Les Attributs de la musique militaire, peints par Chardin en 1767, ni avec les tableaux Les Attributs des arts et Les Attributs des sciences, peints par Chardin en 1731, exposés au Musée Jacquemart-André.

## Description du tableauLes Attributs de la musique
Le foisonnement d'objets s'accorde à la destination décorative de ce dessus-de-porte, pendant des Attributs des arts. Mais la composition, rigoureusement circonscrite entre les livres de musique, reste d'une grande lisibilité. On distingue, de gauche à droite, un violon, une mandoline, une musette à soufflet, un cor de chasse, une trompette et une flûte traversière.

## Description du tableauLes Attributs des arts
Le foisonnement d'objets s'accorde à la destination décorative de ce dessus-de-porte, pendant des Attributs de la musique. Au centre, est posé un modèle de la statue de la ville de Paris pour la fontaine de Grenelle par Edmé Bouchardon, affirmation de Paris comme capitale des arts.